# Século VII
O século VII é o período de 1 de janeiro de 601 a 31 de dezembro de 700 de acordo com o calendário juliano na Era Comum.
A expansão do Islã e as conquistas muçulmanas começaram com a unificação da Arábia pelo Profeta Maomé a partir de 622. Após a morte de Maomé em 632, o Islã se expandiu para além da Península Arábica sob o Califado Ortodoxo (632-661) e o Califado Omíada (661-750) A conquista muçulmana da Pérsia no século VII levou à queda do Império Sassânida. Também conquistados durante o século VI foram a Síria, Palestina, Armênia, Egito e Norte da África.
O Império Romano do Oriente continuou sofrendo reveses durante a rápida expansão do Califado.
Na Península Ibérica, o século VII foi o século dos concílios, referindo-se aos Concílios de Toledo.
Harsha uniu o norte da Índia, que se reverteu em pequenas repúblicas e principados após a queda do Império Gupta no século VI.
Na China, a dinastia Sui foi substituída pela dinastia Tangue, que estabeleceu suas bases militares da Coréia à Ásia Central, e ficaram próximas aos Omíadas mais tarde. A China começou a atingir seu apogeu. Silla se aliou à dinastia Tang, subjugando Baekje e derrotando Goguryeo para unificar a Península Coreana sob um governante.
O período Asuka persistiu no Japão ao longo do século VII.

## Eventos
- O Islamismo surge como religião.

## Décadas e anos
| Década de 590 | 590 | 591 | 592 | 593 | 594 | 595 | 596 | 597 | 598 | 599 |
| Década de 600 | 600 | 601 | 602 | 603 | 604 | 605 | 606 | 607 | 608 | 609 |
| Década de 610 | 610 | 611 | 612 | 613 | 614 | 615 | 616 | 617 | 618 | 619 |
| Década de 620 | 620 | 621 | 622 | 623 | 624 | 625 | 626 | 627 | 628 | 629 |
| Década de 630 | 630 | 631 | 632 | 633 | 634 | 635 | 636 | 637 | 638 | 639 |
| Década de 640 | 640 | 641 | 642 | 643 | 644 | 645 | 646 | 647 | 648 | 649 |
| Década de 650 | 650 | 651 | 652 | 653 | 654 | 655 | 656 | 657 | 658 | 659 |
| Década de 660 | 660 | 661 | 662 | 663 | 664 | 665 | 666 | 667 | 668 | 669 |
| Década de 670 | 670 | 671 | 672 | 673 | 674 | 675 | 676 | 677 | 678 | 679 |
| Década de 680 | 680 | 681 | 682 | 683 | 684 | 685 | 686 | 687 | 688 | 689 |
| Década de 690 | 690 | 691 | 692 | 693 | 694 | 695 | 696 | 697 | 698 | 699 |
| Década de 700 | 700 | 701 | 702 | 703 | 704 | 705 | 706 | 707 | 708 | 709 |